# Кадикьой (школа)
Анатолійська середня школа Кадикей (тур. Kadıköy Anadolu Lisesi), також Коледж Кадикей Мааріф (тур. Kadıköy Maarif College) або скорочено KAL — одна з найстаріших, найпрестижніших Анатолійських середніх шкіл та відомих середніх шкіл Туреччини. розташована у районі Мода, Стамбул. Мови освіти — турецька та англійська. Пропонована вторинна іноземна мова — німецька.

## Історія
Перша споруда, якої, на жаль, не існує на даний час, датується до Першої світової війни та була побудована орденом францисканців-капуцинів. В будинку багато років мешкали послідовники цього вірування. Після того як Національне міністерство освіти ухвалило рішення відкрити середню школу в районі Кадікой, тривали багато років переговори між міністерством та капуцинами. У 1955 році школа відкрилася як Kadıköy Maarif. У 1968 році до школи добудовано другу будівлю, яка слугувала гуртожитком. У 1976 та 1977 роках добудовано ще дві будівлі. Протягом багатьох років вона вважалася найбільшою середньою школою на Балканах.
Після того, як Міністерство освіти створило нову структуру освіти, назва школи змінилася з Kadıköy Maarif Koleji на теперішню назву, Анатолійська середня школа Кадикей (KAL). Як і середня школа Галатасарая, і Стамбульська середня школа, раніше існував 2-річний період підготовки до вивчення англійської мови з наступною незалежною навчальною програмою, але в 2006 році Анатолійська середня школа Кадикей прийняла регулярну 4-річну освіту ліцеїв після 1-річного періоду підготовки. Маючи понад 1500 студентів та 94,1 % співвідношення вступників до університету, вона є і завжди була однією з найважливіших вузів Туреччини .

## Директори школи
| Керівник                             | Роки               |
| ------------------------------------ | ------------------ |
| Позначити ASLAN (перший керівник)    | (Невідомий період) |
| Macit KILIÇERİ (директор заснування) | 1955–1958          |
| Каміль ГУНЕЛ                         | 1958–1960          |
| Vehbi GÜNEY                          | 1960–1971          |
| Süleyman ÖZYİĞİT                     | 1971–1978          |
| Selçuk EROĞLU                        | 1980–1980          |
| Юнус Емре ОЗУЛУ                      | 1980–1982          |
| Hikmet DEMİRÇELİK                    | 1982–1985          |
| Yüksel KANYA                         | 1985–1985          |
| Туран Кавіт ÖZ                       | 1985–1986          |
| Мустафа TÜRKÖZ                       | 1986–1990          |
| Орхан TEKİN                          | 1991–1992          |
| Мустафа TÜRKÖZ                       | 1992–1993          |
| Орхан TEKİN                          | 1993–1994          |
| Velittin DEMİRKOL (Замінник)         | 1994–1996          |
| Мустафа TÜRKÖZ                       | 1996–1999          |
| Осман Нурі EKİZ                      | 1999–2010          |
| Semiha GEZER                         | 2010–2012 рр       |
| Мехмет Каміл ЕНАЛАН                  | 2012-2015 роки     |
| Халит CTTTIR                         | 2015-2017          |
| Zakire ALP (Замінник)                | 2017 рік           |
| Selman KÜÇÜK                         | 2017-2018          |
| Ali Fuat GÜNEY                       | 2018-              |

## Позакласні заходи Кадікьой Мааріф коледж

### Публікації
- Martı (Журнал літератури, що виходить щокварталу)
- Ехо (Газета школи виходить щомісяця)
- Kadıköy Maarif (щоквартальний журнал, виданий Калідом, письменники — всі випускники)

### Спорт
- Жонглювання
- Бадмінтон
- Баскетбол
- Футбол (футбол)
- Фітнес
- Гандбол
- Волейбол
- Лижі
- Настільний теніс
- Теніс
- Остаточний
- Стрільба з лука

### Музика
- Хор
- Ударні
- Флейта
- Гітара
- Ней
- Фортепіано
- Струнні
- Джазовий оркестр «(Фенікс)»

### Клуби
- Музичний клуб (MüziKAL)
- Клуб жонглювання
- Клум ідеї Kemalist (Atatürkçü Düşünce Kulubü)
- Мистецтво та малювання
- Астрономія
- Аніме та японська мова
- Шахи
- Кіно
- Акапелла клуб (VoKAL Acapella)
- Цивільний захист
- Комп'ютер та інформатика
- Створення фільмів
- Фольклор
- Клуб інженерних додатків (MUKAL)
- Англійська культура та література
- Англійський театральний клуб (KALetc)
- Математика
- Модель ООН
- Моделювання
- Сучасний танець
- Філософія
- Прес-клуб
- Фотографія
- Клуб Зеленого Місяця
- Робототехніка
- Наука і технології
- Соціальні науки
- Спорт
- Театр (KALTT)
- MUKAL (інженерний клуб)
- TÜBİTAK
- Турецька культура та література
- Турецькі дебати (Türkçe münazara)
- Подорожі та екскурсії
- Відстеження та кемпінг
- Європейський молодіжний парламент (EYP)}}

## Відомі випускники
- Мехмет Уфук Урас, політик
- Уткан Демірчі, вчений
- Acun Ilıcalı, художник
- Алтан Еркеклі, художник
- Нільгун Мармара, автор
- Seyhan Erözçelik, автор
- Bülent Ortaçgil, музикант
- Хасрет Гюлтекін, музикант
- Мажар Алансон, музикант
- Мерт Юсель, музикант
- Derya Büyükuncu, плавець